# Modello matematico

Il sistema delle equazioni di Maxwell costituisce un modello formale che descrive i fenomeni elettromagnetici

Un modello matematico è una rappresentazione quantitativa di un fenomeno naturale.
Come tutti gli altri modelli usati nella scienza, il suo scopo è quello di rappresentare il più incisivamente possibile un determinato oggetto, un fenomeno reale o un insieme di fenomeni (modello matematico di un sistema fisico, sistema chimico o sistema biologico). Il modello è una rappresentazione di quello che immaginiamo essere la realtà, in grado di prevedere le misure sperimentali.
Tutti i settori della scienza, ma non solo, fanno largo uso di modelli matematici per rappresentare nozioni fisiche o misure sperimentali. Gli strumenti matematici usati possono essere i più disparati, dalla combinatoria al calcolo infinitesimale: per molti fenomeni per esempio una descrizione molto sintetica e intuitiva è formulabile immediatamente tramite delle equazioni differenziali.

## Descrizione

### Struttura di un modello
Un modello matematico è spesso costruito con lo scopo di fornire previsioni sullo 'stato' futuro di un fenomeno o di un sistema. Spesso i termini 'modello' e 'sistema' sono interscambiabili dal punto di vista matematico-formale.
Generalmente, il modello descrive la probabile evoluzione di un fenomeno o di un sistema sulla base di dati iniziali (condizioni iniziali) forniti dall'utente (l'input) restituendo dei dati finali (output). L'efficacia del modello può essere quindi misurata comparando i dati finali con il risultato effettivo osservato dell'evoluzione del fenomeno o del sistema. Ad esempio, modelli matematici più o meno complessi vengono continuamente proposti e testati in meteorologia, climatologia ed economia. Strutturalmente il modello è una rappresentazione del fenomeno o del sistema in oggetto e si focalizza su una certa prospettiva concettuale dello stesso.
Una classe importante di modelli è data dalle equazioni o sistemi di equazioni differenziali, ordinarie o alle derivate parziali ottenibili a partire da 'equazioni di bilancio' per sistemi fisici (meccanici, elettrici, termodinamici, ecc.). 
Ad esempio, un insieme di equazioni differenziali può descrivere la struttura di un ponte e le forze che su di esso sono esercitate e sulla base di esse il progettista può anticipatamente prevedere gli sforzi o sollecitazioni a cui sarà sottoposta la struttura interna del ponte. Oltre alla statica e dinamica delle strutture in ingegneria civile, altri campi importanti di applicazione delle equazioni differenziali sono la teoria dei circuiti e i sistemi dinamici in generale.
La soluzione delle equazioni del modello passa attraverso i metodi di risoluzione classici delle equazioni differenziali oppure equivalentemente dai metodi di analisi derivati dalla Teoria dei Sistemi.
Si suole distinguere inoltre tra modelli dinamici, che esprimono la variabilità o evoluzione nel tempo del comportamento di un sistema fisico, e modelli statici quali ad esempio la semplice Legge di Hooke in un certo istante temporale. Le stesse formule matematiche, ad esempio tutte le equazioni della cinematica, possono essere considerate in sé e per sé un modello matematico del fenomeno fisico in oggetto (il moto): in particolare queste discendono dalla risoluzione particolare delle equazioni differenziali che risolvono il più generale problema della dinamica.
Ad esempio un modello matematico classico è quello dell'oscillatore armonico ovvero quello che si ottiene dalla risoluzione del problema della dinamica applicato alla forza elastica di una molla libera di muoversi secondo la Legge di Hooke.
Si distinguono modelli (sistemi) deterministici (l'uscita è univocamente determinata dall'ingresso) e modelli (sistemi) stocastici, modelli lineari e modelli non-lineari.
Spesso in macrosistemi a molti gradi di libertà come quello economico e quello climatico il ricorso ai modelli matematici (e a potenti elaboratori), nella forma di sistemi di equazioni multivariabili, è una necessità stringente vista l'impossibilità di studiare il sistema riproducendolo in laboratorio: in questo senso il rigore dell'approccio scientifico 'galileiano' di stampo induttivo-sperimentale è "simulato" da 'laboratori virtuali' ovvero dai supercalcolatori su cui viene fatto girare il modello matematico, eventualmente validato sulla scorta dei dati passati, e dal cui output emergono le proprietà cercate del sistema studiato.
In senso esteso altri tipi di modelli matematici, diversi dalle equazioni differenziali, compaiono in altri settori della matematica pura e applicata come per esempio in:
- "Topologia e previsione delle proprietà chimiche" in cui si usa la teoria dei grafi.
- "Teoria delle code", in cui si usa la teoria delle probabilità;
- "Scelte collettive razionali", per cui si adopera la teoria dei giochi;
- "Programmazione lineare e allocazione delle risorse";
- "Teoria dei nodi e meccanica statistica".

### Dipendenza dai dati iniziali
Un aspetto cruciale, che incide notevolmente sulla capacità di previsione di un modello matematico di un sistema (nella forma di equazione differenziale) è la dipendenza sensibile dai dati iniziali. Se una piccola variazione dell'input produce una forte variazione dell'output, la creazione di un modello efficiente sul fronte della previsione risulta essere enormemente più complessa, e le previsioni a lungo termine possono risultare intrinsecamente impossibili.
Si parla in questo caso di sistema o modello non-lineare e un fenomeno con forte dipendenza dai dati iniziali, riassunto nel concetto di effetto farfalla, è detto caotico sebbene possa essere per sua natura intrinsecamente deterministico. In un sistema di questo tipo, l'errore sulla previsione cresce esponenzialmente nel tempo. La disciplina che studia questi fenomeni è la dinamica non-lineare che rientra nella teoria del caos. In realtà anche semplici sistemi lineari possono manifestare questa sensibilità alle condizioni iniziali pur non essendo per loro natura caotici.
Ad esempio, i fenomeni meteorologici sono generalmente caotici: per questo motivo, una previsione a lungo termine (ad esempio, l'esatta temperatura in una data città fra un anno) è del tutto impossibile. I pianeti del sistema solare si muovono invece in modo non caotico (almeno in prima approssimazione): per questo motivo è possibile prevedere eclissi con secoli d'anticipo.